# 全陽金崙地熱發電廠

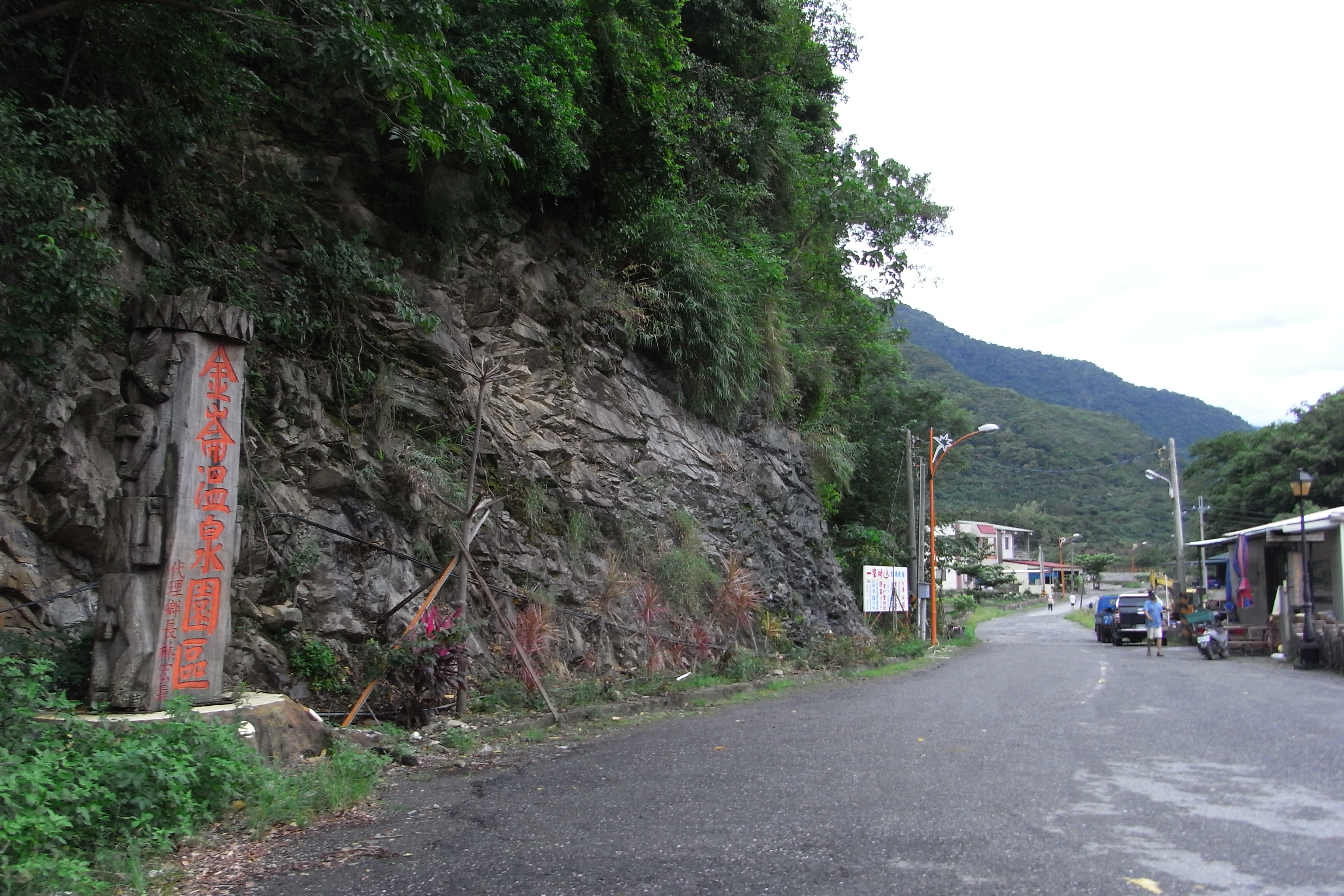
金崙溫泉一景。

全陽金崙地熱發電廠位於臺灣臺東縣太麻里鄉金崙溫泉區內，為李長榮集團投資的子公司全陽地熱公司所興建的地熱發電廠，目前該發電廠已經併聯發電，裝置容量為499kW。

## 沿革

### 背景
金崙溫泉為臺東縣境內著名溫泉區，溫泉露頭沿金崙溪河岸分布，泉質酸鹼值介於7至8之間屬於弱鹼性，無色透明且帶點硫磺味，泉溫介於攝氏70℃至90℃度。經濟部能源局因應中央政府能源轉型，及再生能源推廣政策，除了將風力、太陽能等設為主力發展目標外，也訂定地熱發電達成之裝置容量目標，並針對臺灣各地之地熱潛能區域盤點與評估。
臺東金崙溫泉區早於1980年代就有臺灣中油公司在此鑽探三口地熱井，2001年交通部觀光局曾在金崙溪河岸開鑿一口溫泉井作為觀光泡湯用途，該鑽探井出泉量高達每天1千公噸，水溫達攝氏107度。2008年臺東縣政府也委託工業技術研究院進行金崙地熱發電之評估報告。能源局評估金崙溫泉區為臺灣第三大地熱潛能區域，並訂定2020年地熱發電裝置容量目標需達到150MW，2025年達到200MW，金崙溫泉區就佔有10MW之開發量。

### 施工
能源局公布2025年地熱發電裝置容量目標與各地潛能後，李長榮化工公司即成立全陽地熱公司，2017年起進駐臺東金崙地區進行地熱發電開發，並選定在金崙溫泉區米之谷溫泉旅社附近，工研院在2008年所開鑿之地熱鑽探井購地開始鑽探。
2020年9全陽地熱公司開始鑽探與廠區設備施工，雖然初步鑽掘的地熱井雖然井底溫度高達攝氏100℃，但到達井口溫度已低於100℃，無法自行噴發出泉，爾後經採購可耐高溫的沉水式抽水馬達，主動從井底抽取溫泉水，並選用裝置容量499kW的ORC有機朗肯雙循環機組，與台電公司申請併網容量為500kW，並保留擴充至1,000kW之選項，於2022年11月與電網併聯發電，開始商轉，裝置容量為500kW。

## 設施

### 發電機組
| 發電機型號                         | 地熱發電類型   | 機組數量 | 裝置容量（kW） | 商轉日期   | 狀態   |
| ---------------------------------- | -------------- | -------- | -------------- | ---------- | ------ |
| 臺灣漢力能源製有機朗肯雙循環發電機 | 有機朗肯雙循環 | 1        | 499            | 2022年11月 | 商轉中 |